# Königsfelden
Königsfelden est un lieu-dit situé à Windisch dans le canton suisse d'Argovie où les Habsbourg fondent en 1310 un monastère de clarisses et un couvent de franciscains. Les lieux sont sécularisés en 1528 après la Réforme. Ils servent ensuite aux gouverneurs de Berne et, depuis 1868, abritent une clinique psychiatrique. Le cycle des vitraux du XIVe siècle dans l'église du couvent est considéré comme une œuvre d'art importante dans l'histoire culturelle de l'Europe. Le monastère et la clinique figurent dans la liste des biens culturels d'importance nationale dans le canton d'Argovie.

## Histoire

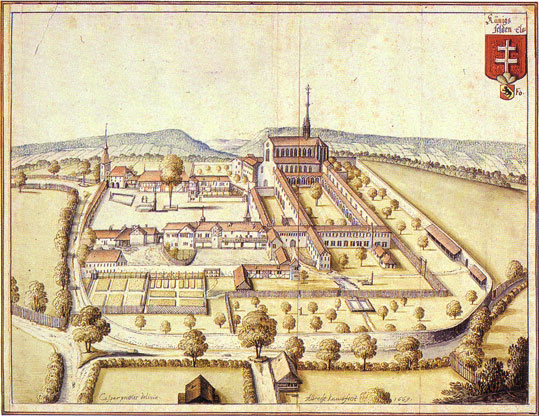
Königsfelden en 1669 par Albrecht Kauw.

La construction du couvent est due à l'initiative des Habsbourg. Le 1er mai 1308, non loin du passage de la Reuss à Windisch, le roi Albert Ier est assassiné par son neveu, le duc Jean de Souabe. Pour commémorer le souvenir du roi, sa veuve, Élisabeth de Tyrol, décide d'appeler l'endroit Königsfelden et y fonde un monastère de clarisses, ainsi qu'un petit couvent de franciscains pour en assurer l'aumônerie. Les premiers moines arrivent en 1311, les religieuses l'année suivante.
La fille d'Albert, Agnès de Habsbourg, veuve du roi André III de Hongrie, vit à Königsfelden de 1317 jusqu'à sa mort en 1364. Grâce à des achats de terres importants et aux talents de gestion d'Agnès, c'est l'âge d'or du monastère. La nef de l'église est consacrée en 1320. 
En 1415, les Confédérés conquièrent une partie du territoire des Habsbourg et Königsfelden passe sous domination bernoise. Les échecs répétés des Habsbourg dans leurs tentatives de reconquête les amènent à renoncer définitivement à leurs anciennes possessions par un accord appelé Paix perpétuelle de 1474. Le site de Königsfelden est géré par un gouverneur bernois. Au début du XVIe siècle, tant les clarisses que les franciscains sont réceptifs aux idées de la Réforme. Dès 1524, les deux communautés voient certains de leurs membres les quitter. En 1528, l'État bernois adhère à la Réforme et dissout le monastère, ce qui entraîne la cessation de tout payement des Habsbourg en faveur de Königsfelden, les messes commémoratives, qui étaient le but de sa fondation, ne pouvant plus y être célébrées. Malgré des années de pourparlers, le monastère n'est jamais rétabli et c'est ainsi qu'est brisé le lien entre les Habsbourg et Königsfelden. Déjà du temps de la reine Agnès, le monastère assistait les pauvres de la région et tenait une maladrerie. En 1539, Berne fait aménager dans le monastère des clarisses un secteur pour des malades psychiques et pour des personnes âgées. Vers 1798, Königsfelden sert également d'hôpital militaire. En 1804, le site devient propriété du canton d'Argovie fondé l'année précédente et le nouveau propriétaire en fait un établissement pour malades et aliénés. De 1868 à 1872, on y construit une nouvelle clinique psychiatrique, ce qui entraîne la démolition du couvent des franciscains.

## L'église

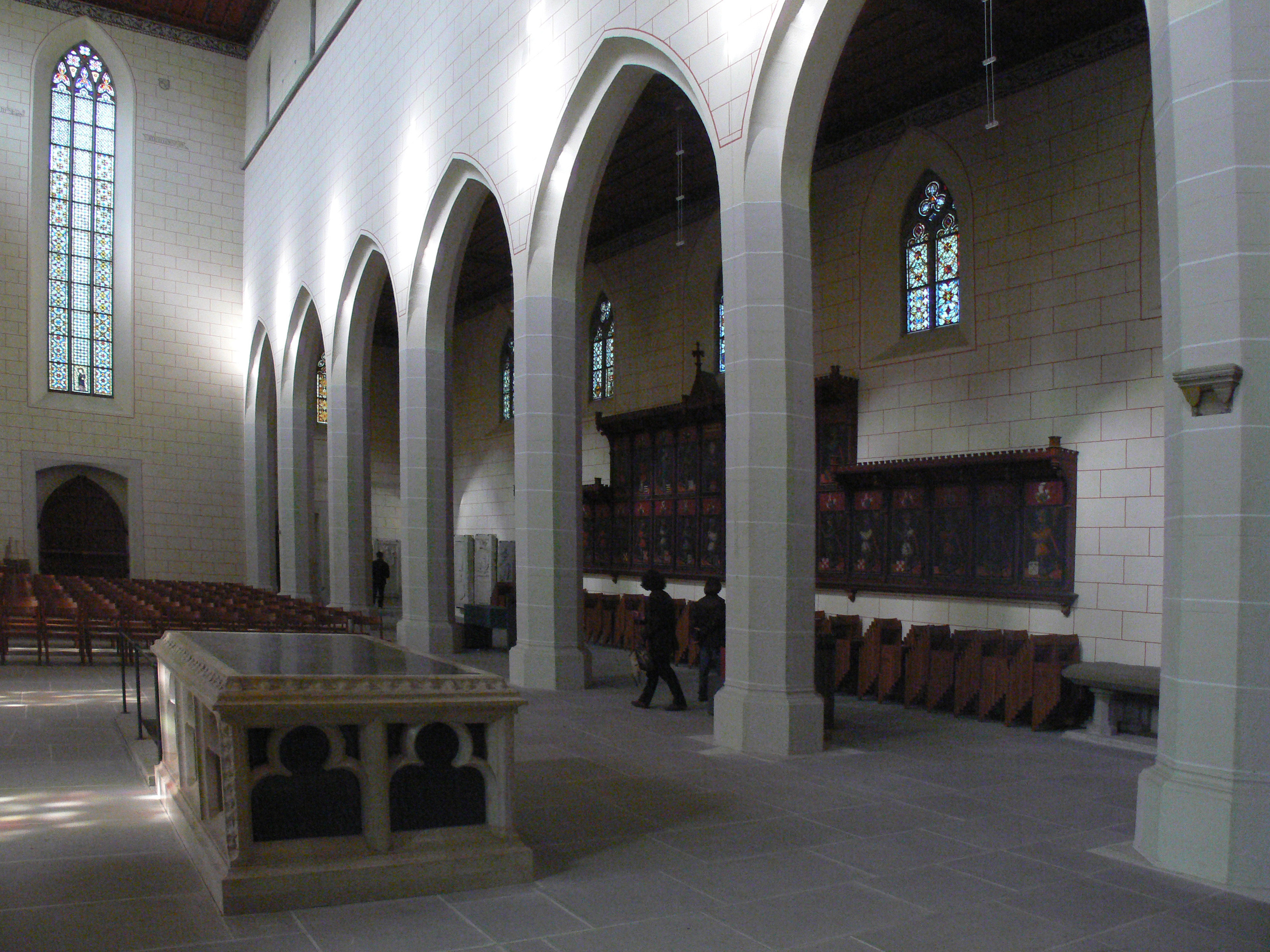
Le cénotaphe des Habsbourg au centre de la nef.

### L'architecture
L'église est construite entre 1310 et 1330 et fait partie des principales réalisations architecturales des ordres mendiants en Suisse. Après que les gouverneurs bernois l'aient temporairement transformée en entrepôt à grains, elle est partiellement restituée dans son état original, entre 1891 et 1893. La nef centrale abrite un cénotaphe de marbre, dont l'ancien caveau a servi jusqu'en 1770 comme tombe de famille aux Habsbourg. À cette date les restes ont été transférés à St. Blasien en Allemagne, puis en 1807 à Sankt Paul en Autriche.

### Les vitraux

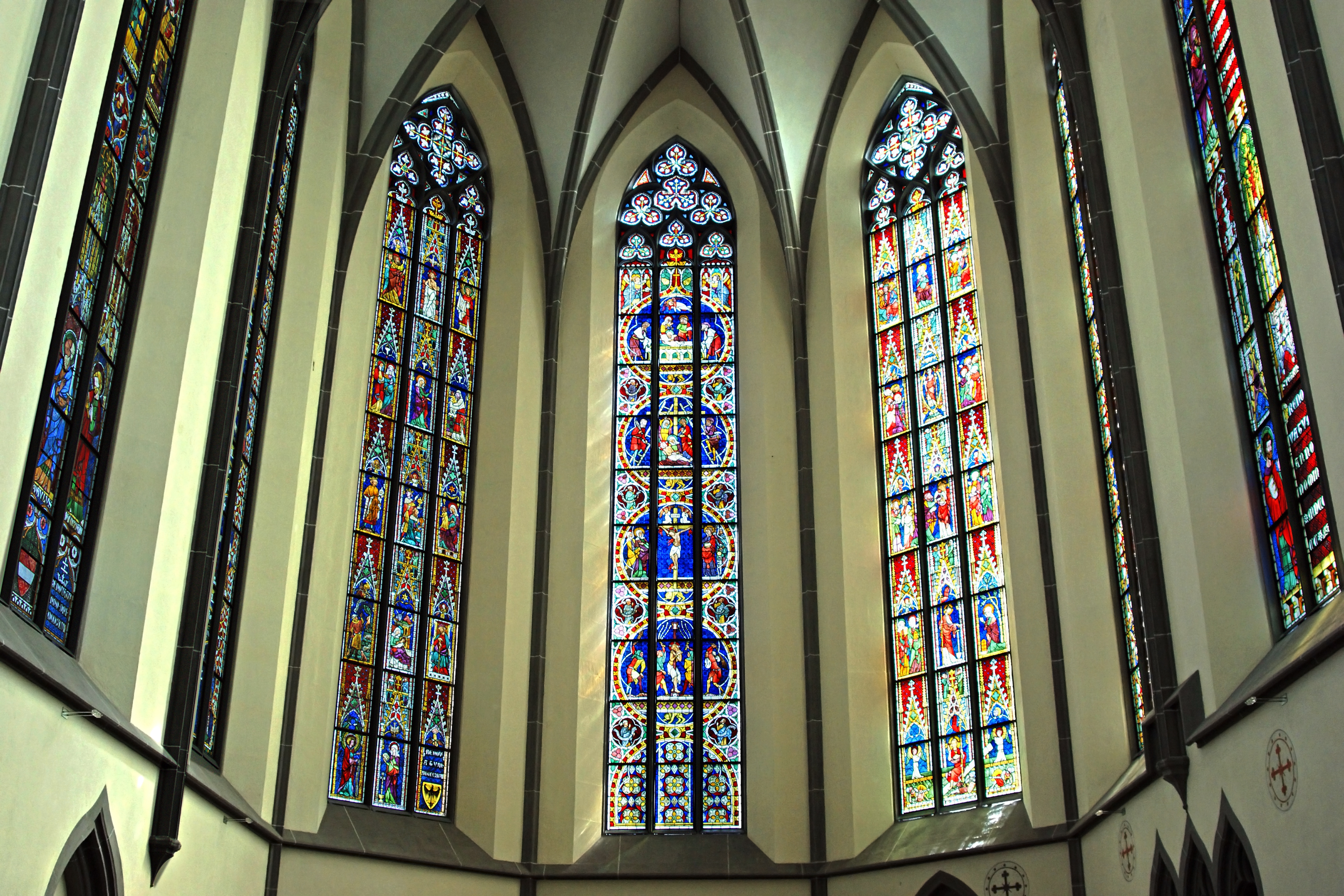
Les trois vitraux de l'abside.

Le cycle des vitraux du chœur, réalisé entre 1325 et 1360, a été conservé dans sa plus grande partie ; il compte parmi les plus importantes des œuvres d'art européennes du XIVe siècle. La plupart des hautes fenêtres gothiques montrent des scènes en cinq parties, chacune consacrée à un thème. Sur le côté sud, toutes les fenêtres n'ont pas été conservées. Dans l'abside est représentée la Passion du Christ, flanquée par des vitraux consacrés à l'Incarnation et à la Résurrection du Christ. La paire de vitraux suivante montre le précurseur, Jean-Baptiste (accompagné de sainte Catherine), et le successeur, l'Apôtre Paul (accompagné de Marie). La troisième paire de vitraux est consacrée aux apôtres. Les deux paires de vitraux suivantes sont dédiées à des saints avec lesquels l'Ordre ou la famille fondatrice avait une relation particulière : saint François, saint Nicolas, sainte Anne et sainte Claire.

### Le trésor
La reine Agnès a établi un inventaire détaillé, muni de son sceau et daté du 28 juillet 1357 du trésor de l'église. Celui-ci consistait en quelque deux cents objets ayant appartenu au roi Albert ou acquis par la reine Elisabeth, par ses enfants ou d'autres membres de sa famille. Mais c'est Agnès qui en a offert la plus grande part. Le trésor était constitué principalement d'objets liturgiques et de reliques. La quasi-totalité des pièces a disparu à la Réforme. Ce qui reste, dont deux antependiums est visible au Musée d'histoire de Berne.

## Autres bâtiments

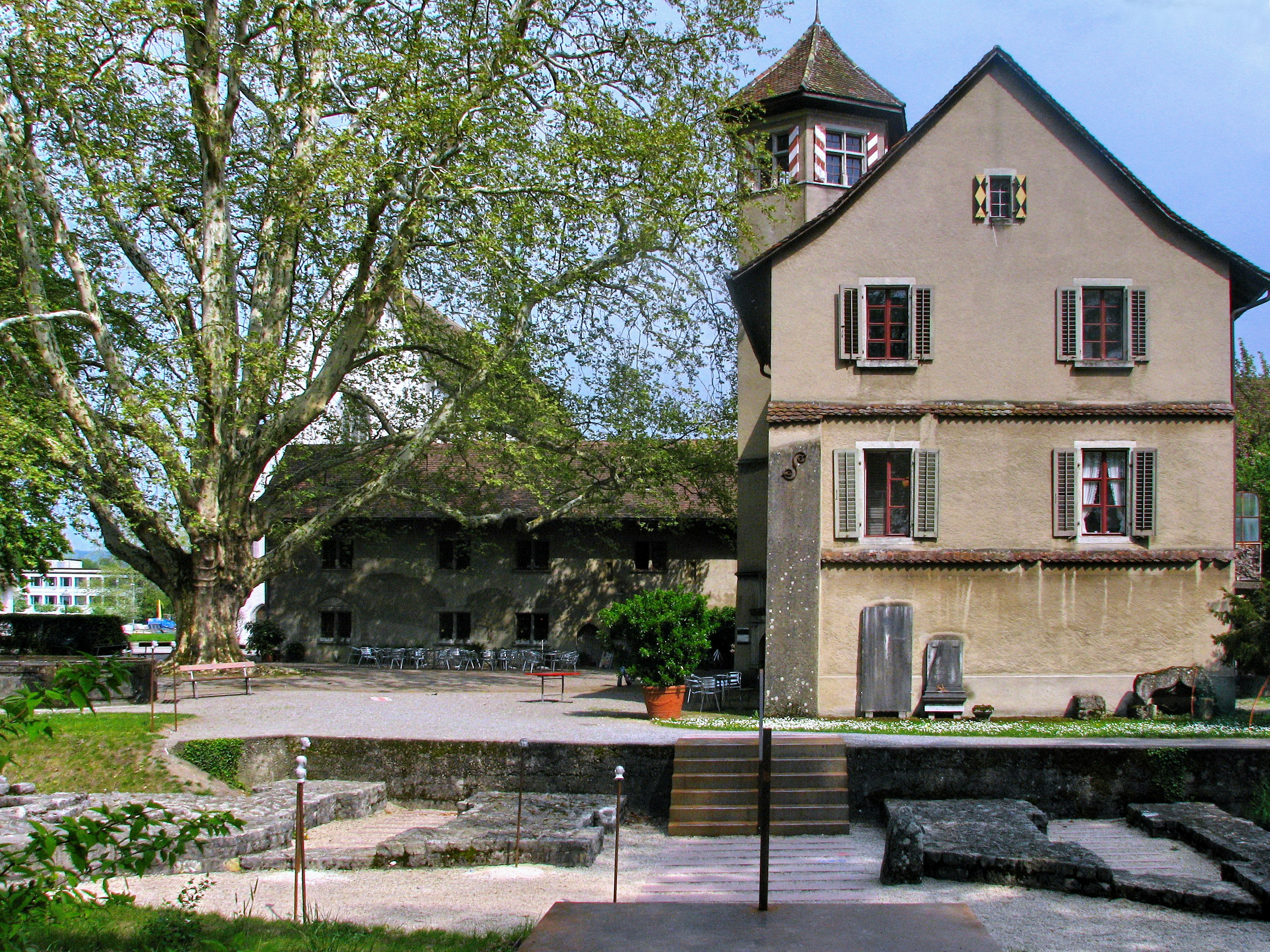
La maison du gouverneur bernois.

Des vastes bâtiments sont restées les archives et la cave du Trésor du cloître des Franciscains, la résidence des intendants bernois en style gothique tardif avec son portail Renaissance, et une partie de l'ancien couvent des Clarisses.